# 小林一郎 (法学者)
小林 一郎（こばやし いちろう）は、日本の法学者。一橋大学大学院法学研究科教授。国際取引法学会代表理事会長。国際取引法フォーラム理事。法務省日本法令外国語訳推進会議委員。

## 略歴
京都府に生まれる。佐賀県立佐賀西高等学校を経て、1994年東京大学法学部卒業、三菱商事株式会社入社。2003年コロンビア大学ロースクール卒業（LL.M.）。三菱商事欧州コーポレートセンター（在ロンドン）法務部長、三菱商事法務部コンプライアンス総括室長、法務部部長代行などを経て、2022年4月より一橋大学大学院法学研究科教授。法学博士取得。ニューヨーク州弁護士。専門は国際取引法、企業法務（コーポレートガバナンス）、リスクマネジメント（法務DX、リーガルテック、ALSP）。

## 単著
- 『日本の契約実務と契約法ー日本的契約慣行の研究』(商事法務、2024)[8]。

## 主な論文
- 「ウィーン国際売買条約(CISG)におけるサステナビリティ：CISGを基盤とする契約ガバナンスとグローバル・サプライチェーン・マネジメント」NBL1279号4頁・1280号56頁(2024)。
- 「企業法務の構造：プリンシパル＝エージェント関係を規律する契約ガバナンス」一橋法学23巻3号827頁(2024)。
- "Understanding Japanese Contract Law: Contract Formation and Interpretation without Offer and Acceptance Paradigm", Journal of Japanese Law, Vol. 57, 41.
- 「米国における法律業界の構造改革とリーガルテック・法務DX：統合型リーガルサービスへの希求と我が国企業法務への示唆」NBL1243号55頁・1244号57頁(2023)。
- 「契約実務におけるリーガルテックの活用とその将来展望：リーガルテックによる契約実務の標準化と契約交渉スタイルの変容」NBL1217号38頁・1218号40頁(2022)。